# Vie autonome
La Vie autonome, telle que la conçoivent ses défenseurs, est une philosophie, une façon de voir la société et le handicap, et un mouvement mondial de personnes handicapées travaillant pour l'égalité des chances, l'autodétermination et le respect de soi. Dans le contexte des soins aux personnes âgées, la vie autonome est considérée comme une étape dans le continuum des soins, la vie assistée étant l'étape suivante.
Le mouvement, lié historiquement au mouvement des droits du handicap, s'applique également aux personnes âgées dans une démarche de liberté de choix du lieu de vie et d'indépendance.

## Définition
Dans le cadre de la transition des services à la personne pour les personnes jugées dépendantes, il existe une demande de changement à la fois dans le type de services fournis - passage d'un traitement de garde à un traitement de réhabilitation - et dans les cadres dans lesquels ces services sont fournis - des institutions à la communauté. Il est considéré comme plus humain, plus efficace et plus économique de fournir des services en milieu ouvert, ce qui s'oppose à la vie dans une institution (voir Désinstitutionnalisation). Les efforts pour promouvoir l'intégration dans la communauté se sont concentrés sur la préparation des personnes à la vie en communauté et, dans une moindre mesure, sur la préparation de la communauté à accepter ces personnes comme membres. Le mouvement pour la vie autonome veut changer la vision selon laquelle les consommateurs de ces usagers étaient supposés comme incapables de s'engager dans ces efforts en leur nom propre.

## Histoire
L'université de Berkeley, en Californie, a été l'une des villes clés où des modèles de vie autonome ont été élaborés. Un petit groupe de jeunes, tous en fauteuil roulant, s'était inscrit à l'université de Californie dans les années 1960. À une époque antérieure aux dortoirs accessibles ou aux logements privés, on leur a donné des quartiers d'habitation dans l'hôpital Cowell du campus. Au milieu du tourbillon de la liberté d'expression, des droits civils et des protestations contre la guerre sur le campus, ils ont expérimenté des changements radicaux dans leur vie quotidienne, ont formulé une nouvelle philosophie de l'indépendance et ont élevé leur expérience au rang de cause politique sur le campus et dans la communauté.
En 1972, ces étudiants ont créé de nouveaux dispositifs, gérés par et pour les personnes handicapées, qui ont rapidement attiré l'attention nationale. Les deux premières de ces organisations, le Programme pour les étudiants handicapés physiques sur le campus et le Centre pour la vie indépendante dans la communauté, ont attiré à Berkeley plusieurs centaines de personnes handicapées de tous les États-Unis. Cette migration précoce est devenue le noyau et la force de la communauté qui, pour beaucoup, en est venue à symboliser le mouvement de la vie autonome.
Au début des années 70, le groupe de Berkeley a réussi à faire pression sur la ville de Berkeley pour qu'elle réduise ses dépenses et sur l'assemblée législative de l'État pour qu'elle finance les soins auxiliaires. En 1977, des dizaines de personnes handicapées se sont réunies pendant vingt-six jours dans les bureaux du ministère fédéral de la santé, de l'éducation et de la protection sociale à San Francisco, dans le cadre d'une manifestation nationale qui a finalement forcé la mise en œuvre de la section 504 du Rehabilitation Act de 1973, souvent appelée Déclaration des droits des Américains handicapés. De nombreux participants font remonter leur prise de conscience du handicap en tant que question de droits civils et leur sentiment d'appartenance à une communauté de handicapés au sit-in de 1977. 